# Isabelle Chartrand
Isabelle Chartrand, född den 20 april 1978 i Montréal i Kanada, är en kanadensisk ishockeyspelare.
Hon tog OS-guld i damernas ishockeyturnering i samband med de olympiska ishockeytävlingarna 2002 i Salt Lake City.